# Elantris
Elantris este un roman fantastic al scriitorului Brandon Sanderson. A fost publicat prima dată la 21 aprilie 2005 la editura Tor Books și în limba română în 2007 la editura Tritonic, fiind tradus de Cristina Ispas. În 2016 a fost republicat în limba română de către editura Paladin într-o nouă traducere, de Iulia Dromereschi. Romanul este primul scris de către Sanderson și face parte din universul fictiv al lui Sanderson, Cosmere.
Povestea urmărește trei personaje principale (Raoden, Sarene și Hrathen). Raoden devine unul dintre elantrienii blestemați la începutul cărții și este alungat în orașul blestemat cu puțin timp înainte de a sosi logodnica sa, Sarene. Sarene trebuie să se ocupe cu reputația de a fi logodită cu un bărbat blestemat, în timp ce, de asemenea, lucrează pentru a împiedica ca Arelon să fie preluat de fanatismul lui Hrathen și armatele sale. Hrathen cere convertirea țării Arelon la religia Derethi pentru a preveni distrugerea ei la sosirea armatelor sale. 

## Legături externe
- Avanpremieră Brandon Sanderson – Elantris, un fragment online din roman
- Elantris, coppermind.net (site wiki)

## Vezi și
- Lista volumelor publicate în Colecția SFFH (Editura Tritonic)